# Notolaemus castaneus
Notolaemus castaneus là một loài bọ cánh cứng trong họ Laemophloeidae. Loài này được Erichson miêu tả khoa học năm 1845.